# Заволжский (Николаевский район)
Заволжский — посёлок в Николаевском районе Волгоградской области России. Входит в состав Бережновского сельского поселения.

## История
В 1966 г. Указом Президиума ВС РСФСР посёлок МТФ фермы № 2 колхоза им. Калинина Бережновского сельсовета переименован в Заволжский.
В соответствии с решением Волгоградского облисполкома от 17 мая 1978 года № 10/382 «О некоторых изменениях в административно-территориальном делении области» населенные пункты, имеющие служебное и временное значение — посёлки ОТФ Жумашова, ОТФ Азельбиева, пос. Пруд Райпо, ОТФ Еркеева, ОТФ Эльмурзаева, ОТФ Губханова, ОТФ Сараева, ОТФ Ислаева, ОТФ Махмудова, ОТФ Ахматова, ОТФ Бетищева, ОТФ Закамского, Рассвет, были приписаны к постоянному населённому пункту — к пос. Заволжский, Бережновский с/с.

## Население
| 2010 |
| ---- |
| 105  |

## Инфраструктура
Было развито сельское хозяйство. Действовала молочнотоварная ферма № 2 колхоза имени Калинина.
Ведется газификация посёлка. Строительство газопровода в п. Заволжский включено в областную целевую программу «Газификация Волгоградской области на 2013—2017 годы»